# Rhea Perlman
Rhea Jo Perlman (Brooklyn (New York), 31 maart 1948) is een Amerikaans actrice, vooral bekend van haar rol als de serveerster Carla Tortelli in de comedyserie Cheers.

## Biografie
Perlman is de zus van Heide Perlman, een producer-schrijver.
Ze ontving tien Emmy Award-nominaties als Beste Vrouwelijke Bijrol in de comedyserie Cheers. De serie draaide elf seizoenen, van 1982-1993; alleen in 1992 was Perlman niet genomineerd. Ze won de Emmy vier keer, in 1984, 1985, 1986 en 1989.
In 1996-1997 speelde ze de titeltol in de kortlopende comedyserie Pearl. In 2001 speelde ze in de serie Kate Brasher de rol van Abbie Schaeffer.
Perlman is sinds 1982 getrouwd met acteur Danny DeVito, met wie ze drie kinderen kreeg, twee dochters en een zoon. Het stel is sinds maart 2017 uit elkaar, maar niet gescheiden